# Edgar Petersen
Edgar Petersen (26 de Abril de 1904 – 10 de Junho de 1986) foi um piloto de bombardeiros da Luftwaffe durante a Segunda Guerra Mundial. Petersen foi uma das figuras essenciais na conversão do Focke-Wulf Fw 200 no que Winston Churchill chamaria de "Flagelo do Atlântico" durante a Batalha do Atlântico. Foi Geschwaderkommodore da Kampfgeschwader 40 e, depois de piloto, serviu como Kommandeur der Erprobungstellen (comandante de todos os complexos de testes da Luftwaffe).

## Condecorações
- Cruz de Ferro (1939) segunda e primeira classes.
- Cruz de Cavaleiro da Cruz de Ferro a 21 de Outubro de 1940 como Major e Gruppenkommandeur da Kampfgeschwader 40[1][2]